# كاثلين فرازير
كاثلين فرازير هي راكبة الكنو كندية، ولدت في 29 مارس 1986 في بييرفون ‏ في كندا.

## وصلات خارجية
- كاثلين فرازير على موقع الاتحاد الدولي للكانو (الإنجليزية)
- كاثلين فرازير على موقع أوليمبيديا (الإنجليزية)
- كاثلين فرازير على موقع اللجنة الأولمبية الكندية (الإنجليزية)